# Andrena moricei
Andrena moricei är en biart som beskrevs av Heinrich Friese 1899. Andrena moricei ingår i släktet sandbin, och familjen grävbin. Inga underarter finns listade i Catalogue of Life.